# Carl Friedrich von Hippius
Carl Friedrich von Hippius (russisch Karl Ioachimowitsch Gippius, Карл Иоахимович Гиппиус; * 29. November 1792 in Reval, Russisches Kaiserreich; † 22. November 1875 in St. Petersburg, Russisches Kaiserreich) war ein deutschbaltischer Staatsrat in St. Petersburg.

## Leben
Der Vater Joachim Rudolf von  Hippius war Kaufmann und Ältermann der Großen Gilde in Reval, die Mutter Anna Sophia Poppen war Tochter des evangelischen Pfarrers Johann Fromhold Poppen in Kusal.
Carl Friedrich Hippius besuchte die Domschule zu Reval und studierte von 1811 bis 1814 Jura an der Kaiserlichen Universität Dorpat. Anschließend war er in der Kanzlei der Zarin Maria Fjodorowna tätig. Weitere Tätigkeiten übte er im Finanzministerium in der Schuldentilgungskommission, im Ministerium für Volksaufklärung und als Vermögensverwalter des Grafen Grigori Kuschelew-Besborodko aus. Carl Friedrich Hippius wurde zum Staatsrat ernannt. In seinem Haus verkehrten Beamte und Militärangehörige, Angestellte und Esten, auch der Innenminister Fürst Wiktor Kotschubej und der Maler Karl Brjullow.

## Familie

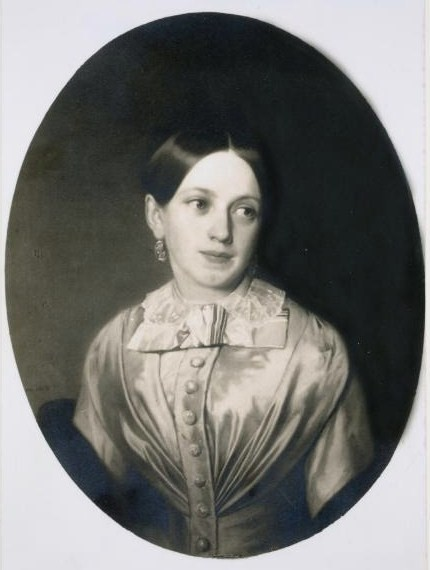
Hedwig Middendorf, geborene von Hippius

Carl Friedrich Hippius war mit Hedwig Elisabeth Boustedt (1697–1871), einer Tochter des schwedischen Oberinspektors im estnischen Campen und Rasik, Olof Magnus Boustedt, und von Christiane Helene Mertzig seit 1822 verheiratet. Sie hatten sechs Kinder.
- Conrad Alexander von Hippius (1823–1909), Vermögensverwalter, Gouvernementssekretär in St. Petersburg
- Hedwig Elisabeth von Middendorff (1825–1868), heiratete den Zoologen Alexander von Middendorff
- Carl Friedrich Magnus von Hippius (* 1829)
- Alexandrine Anna von Schmidt (1831–1920)
- Nikolaus August von Hippius (* 1834)
- Pauline Emilie von Schilling